# Sinval Guazzelli
Sinval Guazzelli (Vacaria, 24 de enero de 1930 - Brasilia, 12 de abril de 2001) fue un político brasileño, gobernador de Rio Grande do Sul en dos ocasiones. En la primera ocasión (1975 - 1979) era miembro del partido ARENA y fue impuesto por la dictadura militar. En la segunda, asumió el cargo siendo vicegobernador tras dimitir Pedro Simon para presentarse a las elecciones del Senado.
Primero fue afiliado de la Unión Democrática Nacional, luego del oficialista ARENA y más tarde fundó junto a Tancredo Neves un pequeño partido que rápidamente fue absorbido por el Partido del Movimiento Democrático Brasileño, el cual ayudó a fortalecer.
- Datos: Q10371964
- Multimedia: Sinval Guazzelli / Q10371964